# Je vous salue, Marie
Je vous salue, Marie is een Franse dramafilm uit 1985 onder regie van Jean-Luc Godard.

## Verhaal
Marie is een studente die bij haar vader aan de benzinepomp werkt. Ze komt erachter dat ze zwanger is, hoewel ze nog maagd is. Haar vriendje Joseph kan dat moeilijk geloven.

## Rolverdeling
| Acteur           | Personage |
| ---------------- | --------- |
| Myriem Roussel   | Marie     |
| Thierry Rode     | Joseph    |
| Philippe Lacoste | Gabriel   |
| Johan Leysen     | Professor |
| Anne Gauthier    | Eva       |
| Juliette Binoche | Juliette  |